# جون غوردون سميث
جون غوردون سميث (بالإنجليزية: John Gordon Smith)‏ هو سياسي أسترالي، ولد في 1863 في المملكة المتحدة، وتوفي في 19 يونيو 1921 ببريزبان في أستراليا.